# Узкоклювая оропендола
Узкоклювая оропендола (лат. Psarocolius angustifrons) — вид птиц рода оропендолы семейства трупиаловых. Выделяют 7 подвидов.

## Подвиды
Выделяют 7 подвидов:
- P. a. salmoni (Sclater, 1883) — обитает в Колумбии.
- P. a. atrocastaneus (Cabanis, 1873) — встречается в Эквадоре.
- P. a. sincipitalis (Cabanis, 1873) — встречается в Колумбии.
- P. a. neglectus (Chapman, 1914) — обитает в Венесуэле, а также Колумбии.
- P. a. oleagineus (Sclater, PL, 1883) — встречается в Венесуэле.
- P. a. angustifrons (Spix, 1824) — обитает в Амазонии.
- P. a. alfredi (Des Murs, 1856) — встречается от Боливии до Эквадора.

## Описание
Окраска этой птицы, по большей части, оливкового цвета, однако присутствуют оттенки рыжего цвета на надхвостье, а также на спине.

### Размер
Размер представителей данного вида — от 38 до 48 см.

## Продолжительность поколения
Продолжительность поколения представителей этого вида составляет 4,6 года

## Популяция
Популяция узкоклювых оропендол уменьшается.